# Historia del uniforme del Manchester United Football Club

## Historia y evolución

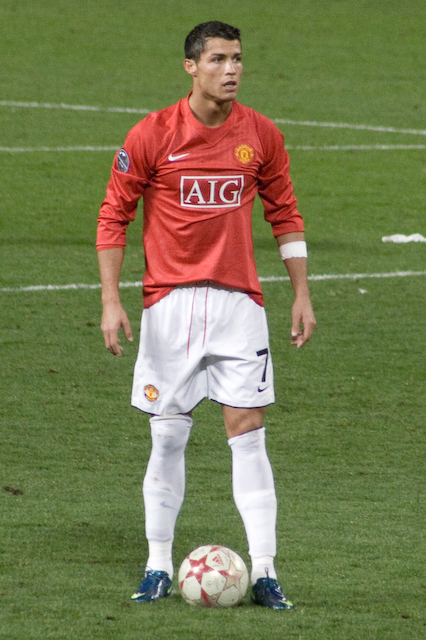
Cristiano Ronaldo con la equipación que utilizó el Manchester United desde 2007 hasta 2009.

El escudo del club se deriva del escudo de armas del Ayuntamiento de Mánchester, aunque todo lo que queda de él en el escudo actual es el barco a toda vela. El diablo se deriva del apodo del club "Los Diablos Rojos"; Se incluyó en los programas del club y bufandas en los años 1960, y se incorporó en el escudo del club en 1970, aunque el escudo no se incluyó en el pecho de la camiseta hasta 1971 (a menos que el equipo estuviese jugando en una final de Copa).
El uniforme del Newton Heath en 1879, cuatro años antes de que el club jugara su primer partido competitivo, ha sido documentado como "blanco con cordón azul". Entre 1894-96, los jugadores usaron camiseta con distintivos del verde y del oro que fueron substituidos en 1896 por las camisas blancas, que fueron llevadas con los shorts azules marinos.
Después del cambio del nombre en 1902, los colores del club fueron cambiados a las camisas rojas, a los shorts blancos, y a los calcetines negros, que se ha convertido en el kit estándar de casa del Manchester United. Muy pocos cambios fueron hechos al kit hasta 1922 cuando el club adoptó las camisas blancas que llevaban una "V" en rojo profundo alrededor del cuello, similar a la camisa usada en la final 1909 de la FA Cup. Permanecieron en sus kits colo local hasta 1927. Durante 1934, la camisa de color cereza cambio a blanco y se convirtió en los colores de la equipación local, pero la temporada siguiente la camisa roja fue reutilizada después de la peor campaña del club en la 20.ª colocación en la Segunda División y la camisa hooped volvió para ser el cambio. Los calcetines negros fueron cambiados al blanco a partir de 1959 hasta 1965, donde fueron substituidos por calcetines rojos hasta 1971, cuando el club volvió a negro. Los shorts negros y/o los calcetines blancos se usan a veces con la equipación local, lo más a menudo posible en juegos de visitante, si hay un choque con la equipación del opositor. El kit de casa actual es una camisa de dos tonos a la mitad en dos tonos de rojo, con un patrón hexagonal que divide los dos tonos, y la marca Adidas (tres rayas) en blanco que va de cada lado del torso.
La equipación visitante del Manchester United ha sido a menudo una camisa blanca, shorts negros y calcetines blancos, pero ha habido varias excepciones. Entre 1993 y 1995, la camisa fue de color azul marino con rayas horizontales de plata que se usó durante la temporada 1999-2000, y la equipación de visitante de 2011-12, que tenía un cuerpo de color azul real y mangas con aros hechos de pequeñas medialunas azul marino y rayas negras, con pantalones cortos negros y calcetines azules. Un juego totalmente gris usado durante la temporada 1995-96 fue eliminado después de sólo cinco partidos, el más notorio contra Southampton, donde Alex Ferguson obligó al equipo a cambiar por la tercera equipación durante la mitad del tiempo. La razón para dejar de utilizarla según los jugadores es que afirmaron tener problemas para encontrar a sus compañeros de equipo contra la multitud, el United no pudo ganar un partido competitivo en esa equipación. En 2001, para celebrar los 100 años como "Manchester United", una equipación visitante blanco/oro fue puesto en venta, aunque las camisas el día del partido no fueron las mismas.
La tercera equipación del club es a menudo azul, el caso más reciente durante la temporada 2014-15. Entre las excepciones figura una camisa a la mitad de color verde y oro usada entre 1992 y 1994, una camisa a rayas azul y blanca usada durante las temporadas 1994-95 y 1995-96 y una vez en 1996-97, un kit todo negro usado durante la temporada 1998-99, y una camiseta blanca con rayas horizontales de color negro y rojo entre 2003 y 2005. De 2006-07 a 2013-14, el tercer kit fue el kit de la temporada anterior, aunque actualizado con el nuevo patrocinador del club en 2006-07 y 2010-11, aparte de 2008-09 cuando un kit todo azul fue lanzado para celebrar el 40 aniversario del éxito de la Copa de Campeones de Europa 1967-68.